# Елиф Шафак
Елиф Шафак (тур. Elif Şafak; Стразбур, 25. октобар 1971) јесте британско-турскa ауторка. Пише на турском и енглеском језику. Објавила је 18 књига, од којих су 11 романи. Њене књиге су преведене на 54 језика. Њен најновији роман 10 минута и 38 секунди у овом чудном свету, ушао је у ужи избор за Букерову награду и награду РСЛ Ондаатје и изабран је за Блеквелову књигу године. Њен претходни роман, Четрдесет правила љубави, ББЦ је изабрао у 100 романа, који су обликовали наш свет. 
Неке од њених књига су Истанбулско копиле, Црно млеко.

## Биографија
Елиф Шафак је рођена као Елиф Билгин, у Стразбуру. Њени родитељи су филозоф Нури Билгрин и дипломата Шафак Акајман.
Докторирала је политичке науке и предавала  на различитим универзитетима у Турској, САД-у и Великој Британији, укључујући Колеџ Свете Ане, Универзитет Оксфорд, где је почасна сарадница.
Сарадница је и потпредседница Краљевског друштва за књижевност. Члан је Вифорум агенда савета за креативну економију и члан оснивач ЕСИР-а (Европског Савета за иностране релације). Заговорница je женских права, ЛГБТ права и слободе говора, инспиративни јавни  говорник и  два пута ТЕД глобални говорник. 
Елиф Шафак даје допринос објављивању великог броја публикација широм света и одликована је медаљом Шевалије витеза уметности и пера. Оцењивала је бројне књижевне награде, председавала је жиријем за доделу награде Велком и Набокова оловка.